# Cuicocha
Le Cuicocha est une caldeira située dans le canton de Cotacachi, au sud du volcan éteint Cotacachi, à 14 km au nord-ouest de la ville d'Otavalo, en Équateur. La caldeira s'est formée il y a 3100 ans environ lors d'une éruption phréato-magmatique ayant produit quelque 5 km3 de matériel pyroclastique. Considéré comme « endormi » et non « éteint », ce volcan, dont la dernière activité importante est relativement récente, est considéré comme dangereux, principalement en raison de la forte densité de population environnante en continuelle augmentation.
Il s'agit maintenant d'un lac d'un périmètre de plus de huit kilomètres et de trois kilomètres dans sa plus grande largeur. De ses eaux limpides, parfois bleu soutenu, parfois émeraude, émergent deux gros îlots, nommés Yerovi (le plus petit) et Teodoro Wolf (le plus grand), formés par les sommets de quatre dômes dacitiques. L'accès à ces îlots est interdit.
Ce lieu touristique est situé dans la réserve naturelle de Cotacachi-Cayapas, au nord de Quito, dans la province d'Imbabura.

## Étymologie
Cuicocha est la graphie castillane du quichua Kuykucha ou Quwiqucha, toponyme formé d'après les mots kuy/quwi (cochon d'Inde) et kucha/qucha (lac), et  signifie littéralement lac du cochon d'Inde, d'après la forme de la plus grande de ses îles, censée évoquer celle d'un cobaye.

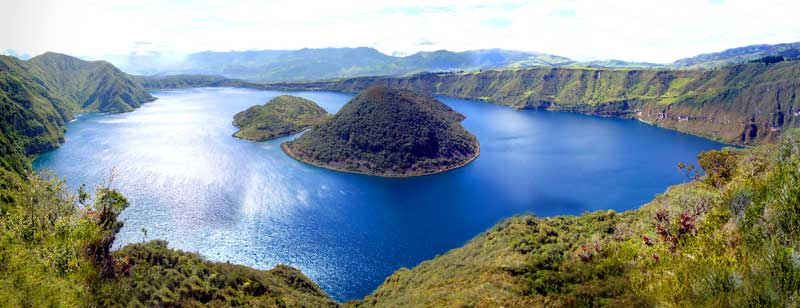
Vue panoramique du Cuicocha.